# Іредентизм

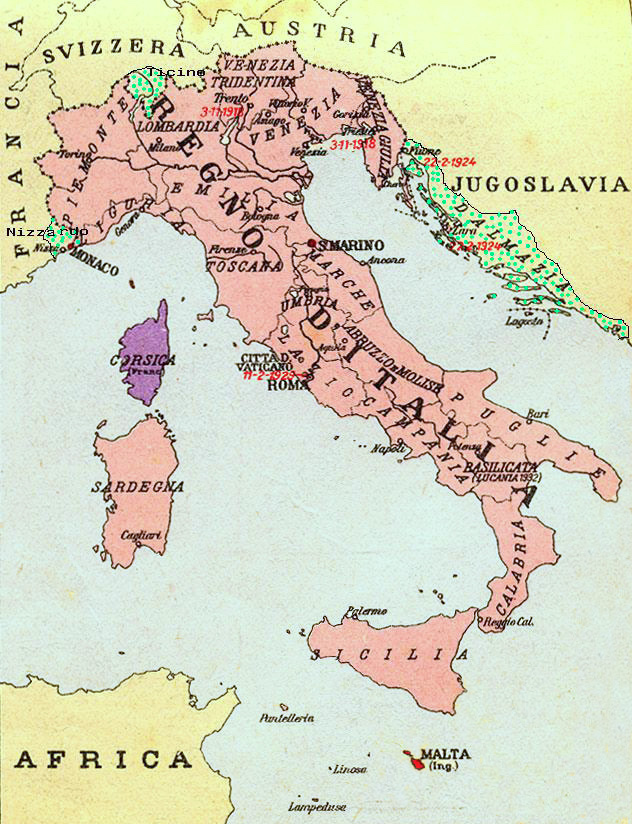
Термін іредентизм походить від італійського словосполучення Italia irredenta ("неспокутована Італія"). Зелені, червоні та фіолетові зони на цій мапі Італії 1919 показують деякі території, на які претендували італійські ірредентисти.

Іредентизм (італ. irredentismo, від irredento — незвільнений, такий, що перебуває під чужим владарюванням) — термін міжнародних відносин, що позначає політику держави, партії чи політичного руху за об'єднання народу, нації, етносу в рамках єдиної держави. Виражається в етнічній мобілізації, що порушує питання про возз'єднання території, де мешкає іредента, з титульною державою, у якій їхній етнос становить більшість.
Розвиток іредентистських прагнень залежить від особливостей політики ідентичності, геополітики та культурної географії певної території. Оскільки більшість кордонів змінювалася принаймні один раз, численні країни теоретично мають підстави проявити іредентизм стосовно своїх сусідів. Територію, щодо якої можуть виставити вимогу на возз'єднання з іншою країною на підставі однакового етнічного складу населення або колишньої колонії, називають возз'єднуваною. Не всі потенційно возз'єднувані території залучено у фактичний іредентизм.
Уперше термін став вживатися стосовно руху за приєднання до Італії територій з італо-романським населенням (Трієста, Трентіно-Альто-Адідже), що перебували у складі Австро-Угорщини та інших країн.

## Класичні приклади іредент
- Угорці в Румунії
- Казахи в Росії, Монголії, Китаї, Узбекистані
- Узбеки в Киргизстані, Афганістані.
- Росіяни в Україні
- Поляки в Литві
- Українці в Мармарощині, в Росії (Стародубщина, Східна Слобожанщина, Кубань, Далекий Схід), Пряшівщині, Берестейщині (див. також Велика Україна (іредентизм))

## Діаспора чи іредента?
На відміну від діаспори, члени якої розсіяно проживають на території віддалених від їхньої історичної батьківщини держав, мешканці іреденти зазвичай компактно розселені в державах, що межують з їхньою історичною батьківщиною, особливо висока їхня концентрація в прикордонних, суміжних територіях (наприклад, раніше так проживали фольксдойче в Чехословаччині (область Судети) та Польщі (Сілезія, Польський коридор)).
Приклад відмінностей між діаспорою та іредентою:
- Поляки в Литві (іредента) — Поляки в Казахстані (діаспора)
- Українці на Кубані (іредента) — Українці в США (діаспора)
- Українці в Мармарощині (іредента) — Українці Канади (діаспора)